# Paradise Cove
Paradise Cove es una película estadounidense de suspenso de 2021. Está protagonizada por Todd Grinnell, Kristin Bauer van Straten y Mena Suvari.

## Sinopsis
Un contratista junto a su esposa se muda a Malibú para renovar la casa de playa de su madre y posteriormente venderla. Sin embargo, una vez allí, la pareja quedará aterrorizada por la presencia de una desquiciada vagabunda que vive debajo de la vivienda.

## Reparto
- Todd Grinnell como Knox Bannett.
- Mena Suvari como Tracey.
- Kristin Bauer van Straten como Bree.
- Eddie Goines como Griff.
- Krista Allen como Joan Carr.
- Horacio Galaviz como Hiron.
- Eddie Rivera como Paco.
- Ruben Garfias como el Sheriff García.
- Kelsey Collins Keener como Pam Mahoney.
- Karl T. Wright como Troy Hudson.
- Scott Anthony Leet como Rodney.
- Dahlia Waingort como Amy Ramos.
- Jacqueline Mazarella como la Dra. Karen Baum.
- Javier Calderon como Justin.
- Marc Hawes como Bill.
- Nick Stellate como un guardia.
- Jamie Morrow como un cajero de banco.
- Guillermo Guirola como José Ochoa.
- Scott Bailey como Chad Hunter.
- Gunnar Blomgren como un doctor.
- Paula Rhodes como una agente inmobiliaria.
- Michael Teh como el Detective Brooks.
- Adrienne Frantz como Mónica Lamont.